# 稗島の樟

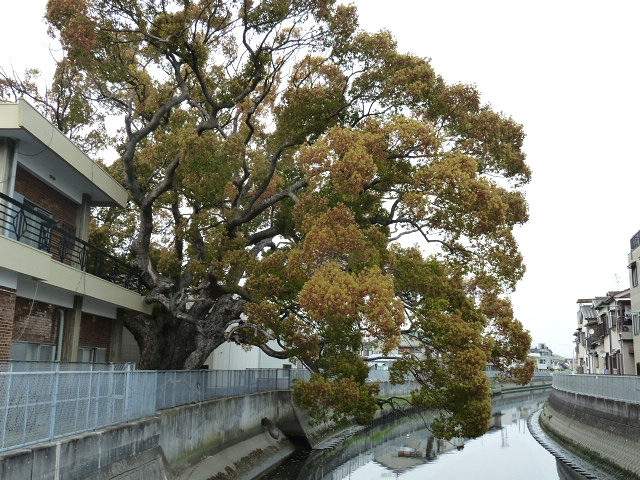
稗島のクス

稗島の樟（ひえじまのくす）は、大阪府門真市に存在するクスノキ。

## 概要
個人の邸宅内に生育しており、樹高・10m、周囲・7m、推定樹齢は400年以上。
昭和48年、大阪府の天然記念物に指定された。